# Upper Grand Lagoon
Upper Grand Lagoon é uma Região censo-designada localizada no estado americano de Flórida, no Condado de Bay.

## Demografia
Segundo o censo americano de 2000, a sua população era de 10.889 habitantes.

## Geografia
De acordo com o United States Census Bureau tem uma área de
41,3 km², dos quais 21,4 km² cobertos por terra e 19,9 km² cobertos por água.

## Localidades na vizinhança
O diagrama seguinte representa as localidades num raio de 16 km ao redor de Upper Grand Lagoon.